# جام جهانی والیبال مردان ۱۹۹۹
اف‌آی‌وی‌بی جام جهانی والیبال مردان ۱۹۹۹ نهمین دوره از جام جهانی مردان می‌باشد که از ۱۸ نوامبر تا ۲ دسامبر ۱۹۹۹ در ژاپن برگزار گردید.
دوازده تیم ملی مردان در شهرهای سراسر ژاپن برای به دست آوردن بلیط خط سریع به المپیک تابستانی ۲۰۰۰ در سیدنی، استرالیا بازی کردند. این دوازده تیم رقیب به صورت دوره‌ای چرخشی، در دو گروه موازی (موقعیت A و موقعیت B) بازی کردند. این تیم‌ها در توکیو، کاگوشیما، هیروشیما، کوماموتو، اوساکا و ناگویا بازی کردند. ژاپن از سال ۱۹۷۷ میزبان سنتی این رقابت است.

## نتایج
- تمام زمان‌ها براساس زمان استاندارد ژاپن (یوتی‌سی ۹:۰۰+) می‌باشد.

|      |                     |          | مسابقات | مسابقات | ست‌ها | ست‌ها | ست‌ها  | امتیازها | امتیازها | امتیازها |
| رتبه | تیم                 | امتیازها | برد     | باخت    | برد  | باخت | نسبت  | برد      | باخت     | نسبت     |
| ---- | ------------------- | -------- | ------- | ------- | ---- | ---- | ----- | -------- | -------- | -------- |
| ۱    | روسیه               | ۲۰       | ۹       | ۲       | ۳۱   | ۱۱   | ۲٫۸۱۸ | ۱٬۰۰۳    | ۸۵۹      | ۱٫۱۶۸    |
| ۲    | کوبا                | ۱۹       | ۸       | ۳       | ۲۶   | ۱۲   | ۲٫۱۶۷ | ۸۹۰      | ۸۰۱      | ۱٫۱۱۱    |
| ۳    | ایتالیا             | ۱۹       | ۸       | ۳       | ۲۶   | ۱۴   | ۱٫۸۵۷ | ۹۳۵      | ۸۳۴      | ۱٫۱۲۱    |
| 4    | ایالات متحده آمریکا | ۱۹       | ۸       | ۳       | ۲۸   | ۱۷   | ۱٫۶۴۷ | ۱٬۰۵۳    | ۱۰۰۴     | ۱٫۰۴۹    |
| ۵    | برزیل               | ۱۸       | ۷       | ۴       | ۲۷   | ۱۵   | ۱٫۸۰۰ | ۹۵۸      | ۸۵۰      | ۱٫۱۲۷    |
| ۶    | اسپانیا             | ۱۸       | ۷       | ۴       | ۲۵   | ۱۹   | ۱٫۳۱۶ | ۹۹۵      | ۹۷۴      | ۱٫۰۲۲    |
| ۷    | کرهٔ جنوبی           | ۱۷       | ۶       | ۵       | ۱۸   | ۲۱   | ۰٫۸۵۷ | ۸۷۳      | ۸۸۴      | ۰٫۹۸۸    |
| ۸    | کانادا              | ۱۶       | ۵       | ۶       | ۱۷   | ۲۴   | ۰٫۷۰۸ | ۸۸۱      | ۹۴۳      | ۰٫۹۳۴    |
| ۹    | آرژانتین            | ۱۵       | ۴       | ۷       | ۱۸   | ۲۳   | ۰٫۷۸۳ | ۹۱۰      | ۹۵۳      | ۰٫۹۵۵    |
| ۱۰   | ژاپن                | ۱۴       | ۳       | ۸       | ۱۶   | ۲۷   | ۰٫۵۹۳ | ۹۰۳      | ۹۹۵      | ۰٫۹۰۸    |
| ۱۱   | چین                 | ۱۲       | ۱       | ۱۰      | ۱۰   | ۳۱   | ۰٫۳۲۳ | ۸۴۷      | ۹۷۷      | ۰٫۸۶۷    |
| ۱۲   | تونس                | ۱۱       | ۰       | ۱۱      | ۵    | ۳۳   | ۰٫۱۵۲ | ۷۵۸      | ۹۳۲      | ۰٫۸۱۳    |

### دور یکم
- میزبان:  ورزشگاه ملی یویوگی، توکیو، ژاپن

| تاریخ     | ساعت  |           | امتیاز |           | ست ۱  | ست ۲  | ست ۳  | ست ۴  | ست ۵ | مجموع   | گزارش |
| --------- | ----- | --------- | ------ | --------- | ----- | ----- | ----- | ----- | ---- | ------- | ----- |
| ۱۸ نوامبر | ۱۲:۳۰ | کوبا      | ۳–۰    | کرهٔ جنوبی | ۲۵–۲۳ | ۲۵–۱۸ | ۲۵–۲۰ |       |      | ۷۵–۶۱   |       |
| ۱۸ نوامبر | ۱۵:۰۰ | آرژانتین  | ۳–۰    | اسپانیا   | ۲۵–۲۱ | ۲۵–۲۰ | ۲۹–۲۷ |       |      | ۷۹–۶۸   |       |
| ۱۸ نوامبر | ۱۸:۱۵ | کانادا    | ۳–۲    | ژاپن      | ۱۹–۲۵ | ۲۵–۲۳ | ۱۶–۲۵ | ۲۵–۲۱ | ۱۵–۸ | ۱۰۰–۱۰۲ |       |
| ۱۹ نوامبر | ۱۲:۳۰ | کوبا      | ۳–۰    | آرژانتین  | ۲۵–۲۰ | ۲۵–۲۰ | ۲۵–۲۲ |       |      | ۷۵–۶۲   |       |
| ۱۹ نوامبر | ۱۵:۰۰ | اسپانیا   | ۳–۰    | کانادا    | ۲۵–۱۸ | ۲۵–۱۶ | ۲۶–۲۴ |       |      | ۷۶–۵۸   |       |
| ۱۹ نوامبر | ۱۸:۱۵ | کرهٔ جنوبی | ۳–۱    | ژاپن      | ۲۵–۱۹ | ۲۵–۱۶ | ۲۲–۲۵ | ۲۵–۲۰ |      | ۹۷–۸۰   |       |
| ۲۰ نوامبر | ۱۲:۳۰ | کانادا    | ۳–۰    | کرهٔ جنوبی | ۲۵–۲۳ | ۲۸–۲۶ | ۲۵–۲۱ |       |      | ۷۸–۷۰   |       |
| ۲۰ نوامبر | ۱۵:۰۰ | کوبا      | ۳–۱    | اسپانیا   | ۲۴–۲۶ | ۲۵–۲۱ | ۲۵–۲۰ | ۲۵–۱۶ |      | ۹۹–۸۳   |       |
| ۲۰ نوامبر | ۱۸:۱۵ | ژاپن      | ۳–۱    | آرژانتین  | ۲۵–۲۳ | ۲۰–۲۵ | ۲۵–۲۳ | ۲۵–۱۶ |      | ۹۵–۸۷   |       |

- میزبان:  Kagoshima Arena، کاگوشیما، ژاپن

| تاریخ     | ساعت  |                     | امتیاز |         | ست ۱  | ست ۲  | ست ۳  | ست ۴  | ست ۵  | مجموع   | گزارش |
| --------- | ----- | ------------------- | ------ | ------- | ----- | ----- | ----- | ----- | ----- | ------- | ----- |
| ۱۸ نوامبر | ۱۳:۳۰ | ایالات متحده آمریکا | ۳–۲    | برزیل   | ۲۵–۲۲ | ۲۵–۱۸ | ۲۲–۲۵ | ۲۰–۲۵ | ۱۵–۱۳ | ۱۰۷–۱۰۳ |       |
| ۱۸ نوامبر | ۱۶:۰۰ | ایتالیا             | ۳–۰    | تونس    | ۲۵–۲۱ | ۲۵–۲۱ | ۲۵–۱۶ |       |       | ۷۵–۵۸   |       |
| ۱۸ نوامبر | ۱۸:۳۵ | روسیه               | ۳–۰    | چین     | ۲۵–۱۴ | ۲۷–۲۵ | ۲۵–۱۶ |       |       | ۷۷–۵۵   |       |
| ۱۹ نوامبر | ۱۳:۳۰ | روسیه               | ۳–۱    | ایتالیا | ۲۵–۲۱ | ۲۹–۲۷ | ۲۳–۲۵ | ۲۵–۱۸ |       | ۱۰۲–۹۱  |       |
| ۱۹ نوامبر | ۱۶:۰۰ | برزیل               | ۳–۰    | چین     | ۲۵–۱۹ | ۲۵–۱۸ | ۲۵–۱۵ |       |       | ۷۵–۵۲   |       |
| ۱۹ نوامبر | ۱۸:۳۵ | ایالات متحده آمریکا | ۳–۱    | تونس    | ۲۳–۲۵ | ۲۵–۲۱ | ۲۵–۱۵ | ۲۵–۲۳ |       | ۹۸–۸۴   |       |
| ۲۰ نوامبر | ۱۳:۳۰ | ایتالیا             | ۳–۰    | برزیل   | ۲۵–۱۶ | ۲۵–۱۹ | ۲۵–۱۷ |       |       | ۷۵–۵۲   |       |
| ۲۰ نوامبر | ۱۶:۰۰ | روسیه               | ۳–۰    | تونس    | ۲۵–۱۸ | ۲۵–۱۵ | ۲۵–۲۱ |       |       | ۷۵–۵۴   |       |
| ۲۰ نوامبر | ۱۸:۳۵ | ایالات متحده آمریکا | ۳–۱    | چین     | ۲۳–۲۵ | ۲۵–۲۱ | ۲۵–۲۲ | ۲۵–۱۸ |       | ۹۸–۸۶   |       |

### دور دوم
- میزبان:  هیروشیما، ژاپن

| تاریخ     | ساعت  |           | امتیاز |           | ست ۱  | ست ۲  | ست ۳  | ست ۴  | ست ۵  | مجموع   | گزارش |
| --------- | ----- | --------- | ------ | --------- | ----- | ----- | ----- | ----- | ----- | ------- | ----- |
| ۲۲ نوامبر | ۱۲:۳۰ | کوبا      | ۳–۰    | کانادا    | ۲۵–۱۷ | ۲۵–۱۷ | ۲۶–۲۴ |       |       | ۷۶–۵۸   |       |
| ۲۲ نوامبر | ۱۵:۰۰ | کرهٔ جنوبی | ۳–۲    | آرژانتین  | ۲۵–۲۲ | ۲۵–۱۹ | ۲۳–۲۵ | ۱۷–۲۵ | ۲۰–۱۸ | ۱۱۰–۱۰۹ |       |
| ۲۲ نوامبر | ۱۸:۱۵ | اسپانیا   | ۳–۲    | ژاپن      | ۲۵–۱۳ | ۲۹–۳۱ | ۱۷–۲۵ | ۲۵–۱۶ | ۱۵–۱۳ | ۱۱۱–۹۸  |       |
| ۲۳ نوامبر | ۱۲:۳۰ | آرژانتین  | ۳–۱    | کانادا    | ۲۵–۲۲ | ۲۰–۲۵ | ۲۵–۱۹ | ۲۵–۲۲ |       | ۹۵–۸۸   |       |
| ۲۳ نوامبر | ۱۵:۰۰ | اسپانیا   | ۳–۰    | کرهٔ جنوبی | ۲۶–۲۴ | ۲۵–۲۲ | ۲۵–۲۳ |       |       | ۷۶–۶۹   |       |
| ۲۳ نوامبر | ۱۸:۱۵ | کوبا      | ۳–۰    | ژاپن      | ۲۵–۲۱ | ۲۵–۲۲ | ۲۵–۱۶ |       |       | ۷۵–۵۹   |       |

- میزبان:  Kumamoto Prefectural Gymnasium، کوماموتو، ژاپن

| تاریخ     | ساعت  |                     | امتیاز |                     | ست ۱  | ست ۲  | ست ۳  | ست ۴  | ست ۵  | مجموع   | گزارش |
| --------- | ----- | ------------------- | ------ | ------------------- | ----- | ----- | ----- | ----- | ----- | ------- | ----- |
| ۲۲ نوامبر | ۱۲:۳۰ | روسیه               | ۳–۲    | برزیل               | ۲۵–۲۰ | ۲۱–۲۵ | ۱۹–۲۵ | ۲۵–۲۲ | ۱۵–۱۲ | ۱۰۵–۱۰۴ |       |
| ۲۲ نوامبر | ۱۵:۰۰ | ایالات متحده آمریکا | ۳–۰    | ایتالیا             | ۲۵–۲۳ | ۲۵–۱۹ | ۲۵–۲۲ |       |       | ۷۵–۶۴   |       |
| ۲۲ نوامبر | ۱۸:۱۵ | چین                 | ۳–۱    | تونس                | ۲۵–۲۳ | ۲۱–۲۵ | ۲۵–۲۳ | ۲۵–۱۸ |       | ۹۶–۸۹   |       |
| ۲۳ نوامبر | ۱۳:۳۰ | برزیل               | ۳–۰    | تونس                | ۲۵–۲۰ | ۲۵–۲۰ | ۲۵–۱۷ |       |       | ۷۵–۵۷   |       |
| ۲۳ نوامبر | ۱۶:۰۰ | روسیه               | ۳–۲    | ایالات متحده آمریکا | ۲۵–۲۲ | ۲۵–۱۹ | ۲۰–۲۵ | ۳۰–۳۲ | ۱۵–۱۱ | ۱۱۵–۱۰۹ |       |
| ۲۳ نوامبر | ۱۸:۳۵ | ایتالیا             | ۳–۱    | چین                 | ۲۳–۲۵ | ۲۵–۱۶ | ۲۵–۱۴ | ۲۵–۲۱ |       | ۹۸–۷۶   |       |

### دور سوم
- میزبان:  Osaka Municipal Central Gymnasium، اوساکا، ژاپن

| تاریخ     | ساعت  |                     | امتیاز |                     | ست ۱  | ست ۲  | ست ۳  | ست ۴  | ست ۵  | مجموع   | گزارش |
| --------- | ----- | ------------------- | ------ | ------------------- | ----- | ----- | ----- | ----- | ----- | ------- | ----- |
| ۲۶ نوامبر | ۱۲:۳۰ | کوبا                | ۳–۰    | چین                 | ۲۵–۱۸ | ۲۵–۱۶ | ۲۵–۱۷ |       |       | ۷۵–۵۱   |       |
| ۲۶ نوامبر | ۱۵:۰۰ | اسپانیا             | ۳–۰    | تونس                | ۲۵–۱۶ | ۲۵–۱۶ | ۲۵–۱۸ |       |       | ۷۵–۵۰   |       |
| ۲۶ نوامبر | ۱۸:۱۵ | ایالات متحده آمریکا | ۳–۱    | ژاپن                | ۲۲–۲۵ | ۲۵–۲۳ | ۲۵–۲۳ | ۲۵–۲۳ |       | ۹۷–۹۴   |       |
| ۲۷ نوامبر | ۱۲:۳۰ | کوبا                | ۳–۱    | تونس                | ۲۵–۱۸ | ۲۲–۲۵ | ۲۵–۲۳ | ۲۶–۲۴ |       | ۹۷–۹۰   |       |
| ۲۷ نوامبر | ۱۵:۰۰ | اسپانیا             | ۳–۱    | ایالات متحده آمریکا | ۲۵–۲۲ | ۲۱–۲۵ | ۲۵–۲۱ | ۲۵–۲۱ |       | ۹۶–۸۹   |       |
| ۲۷ نوامبر | ۱۸:۱۵ | ژاپن                | ۳–۰    | چین                 | ۲۵–۲۲ | ۲۵–۲۲ | ۲۹–۲۷ |       |       | ۷۹–۷۱   |       |
| ۲۸ نوامبر | ۱۲:۳۰ | ایالات متحده آمریکا | ۳–۲    | کوبا                | ۲۵–۱۹ | ۲۰–۲۵ | ۲۰–۲۵ | ۲۵–۲۰ | ۱۵–۱۱ | ۱۰۵–۱۰۰ |       |
| ۲۸ نوامبر | ۱۵:۰۰ | اسپانیا             | ۳–۲    | چین                 | ۲۵–۲۲ | ۲۱–۲۵ | ۲۵–۲۱ | ۲۲–۲۵ | ۱۹–۱۷ | ۱۱۲–۱۱۰ |       |
| ۲۸ نوامبر | ۱۸:۱۵ | ژاپن                | ۳–۲    | تونس                | ۲۵–۲۱ | ۲۴–۲۶ | ۱۹–۲۵ | ۲۵–۱۷ | ۱۵–۱۲ | ۱۰۸–۱۰۱ |       |

- میزبان:  سالن نیپون گایشی، ناگویا، ژاپن

| تاریخ     | ساعت  |           | امتیاز |           | ست ۱  | ست ۲  | ست ۳  | ست ۴  | ست ۵  | مجموع   | گزارش |
| --------- | ----- | --------- | ------ | --------- | ----- | ----- | ----- | ----- | ----- | ------- | ----- |
| ۲۶ نوامبر | ۱۳:۳۰ | کانادا    | ۳–۲    | برزیل     | ۲۲–۲۵ | ۱۶–۲۵ | ۲۵–۲۲ | ۲۵–۲۲ | ۱۵–۱۳ | ۱۰۳–۱۰۷ |       |
| ۲۶ نوامبر | ۱۶:۰۰ | کرهٔ جنوبی | ۳–۲    | روسیه     | ۱۸–۲۵ | ۱۵–۲۵ | ۲۵–۲۳ | ۲۵–۲۲ | ۱۵–۱۱ | ۹۸–۱۰۶  |       |
| ۲۶ نوامبر | ۱۸:۳۵ | ایتالیا   | ۳–۲    | آرژانتین  | ۲۲–۲۵ | ۲۵–۱۲ | ۱۹–۲۵ | ۲۵–۱۸ | ۱۵–۱۱ | ۱۰۶–۹۱  |       |
| ۲۷ نوامبر | ۱۳:۳۰ | برزیل     | ۳–۰    | کرهٔ جنوبی | ۲۵–۱۴ | ۲۶–۲۴ | ۲۵–۱۸ |       |       | ۷۶–۵۶   |       |
| ۲۷ نوامبر | ۱۶:۰۰ | روسیه     | ۳–۰    | آرژانتین  | ۲۵–۲۰ | ۲۵–۱۷ | ۲۵–۱۹ |       |       | ۷۵–۵۶   |       |
| ۲۷ نوامبر | ۱۸:۳۵ | ایتالیا   | ۳–۰    | کانادا    | ۲۷–۲۵ | ۲۵–۱۹ | ۲۵–۱۴ |       |       | ۷۷–۵۸   |       |
| ۲۸ نوامبر | ۱۳:۳۰ | برزیل     | ۳–۱    | آرژانتین  | ۲۳–۲۵ | ۲۵–۱۷ | ۲۵–۱۵ | ۲۵–۱۹ |       | ۹۸–۷۶   |       |
| ۲۸ نوامبر | ۱۶:۰۰ | روسیه     | ۳–۰    | کانادا    | ۲۵–۱۹ | ۳۰–۲۸ | ۲۵–۲۱ |       |       | ۸۰–۶۸   |       |
| ۲۸ نوامبر | ۱۸:۳۵ | ایتالیا   | ۳–۰    | کرهٔ جنوبی | ۲۵–۲۲ | ۲۵–۲۰ | ۲۵–۲۳ |       |       | ۷۵–۶۵   |       |

### دور چهارم
- میزبان:  ورزشگاه ملی یویوگی، توکیو، ژاپن

| تاریخ     | ساعت  |         | امتیاز |         | ست ۱  | ست ۲  | ست ۳  | ست ۴  | ست ۵  | مجموع   | گزارش |
| --------- | ----- | ------- | ------ | ------- | ----- | ----- | ----- | ----- | ----- | ------- | ----- |
| ۳۰ نوامبر | ۱۲:۳۰ | برزیل   | ۳–۱    | اسپانیا | ۲۵–۱۸ | ۲۰–۲۵ | ۲۵–۱۷ | ۲۵–۲۰ |       | ۹۵–۸۰   |       |
| ۳۰ نوامبر | ۱۵:۰۰ | روسیه   | ۳–۰    | کوبا    | ۲۵–۱۵ | ۲۵–۲۳ | ۲۵–۱۸ |       |       | ۷۵–۵۶   |       |
| ۳۰ نوامبر | ۱۸:۱۵ | ایتالیا | ۳–۰    | ژاپن    | ۲۵–۱۹ | ۲۵–۱۸ | ۲۵–۱۲ |       |       | ۷۵–۴۹   |       |
| ۱ دسامبر  | ۱۲:۳۰ | برزیل   | ۳–۰    | کوبا    | ۲۵–۲۳ | ۲۵–۲۰ | ۲۵–۲۰ |       |       | ۷۵–۶۳   |       |
| ۱ دسامبر  | ۱۵:۰۰ | ایتالیا | ۳–۲    | اسپانیا | ۲۵–۱۸ | ۲۲–۲۵ | ۳۰–۳۲ | ۲۵–۲۳ | ۱۵–۱۲ | ۱۱۷–۱۱۰ |       |
| ۱ دسامبر  | ۱۸:۱۵ | روسیه   | ۳–۰    | ژاپن    | ۳۳–۳۱ | ۲۵–۲۰ | ۲۵–۱۲ |       |       | ۸۳–۶۳   |       |
| ۲ دسامبر  | ۱۲:۳۰ | کوبا    | ۳–۱    | ایتالیا | ۲۵–۱۸ | ۲۳–۲۵ | ۲۵–۲۳ | ۲۵–۱۶ |       | ۹۸–۸۴   |       |
| ۲ دسامبر  | ۱۵:۳۰ | اسپانیا | ۳–۲    | روسیه   | ۲۵–۲۲ | ۱۸–۲۵ | ۲۵–۲۳ | ۲۵–۲۷ | ۱۵–۱۳ | ۱۰۸–۱۱۰ |       |
| ۲ دسامبر  | ۱۸:۱۵ | برزیل   | ۳–۱    | ژاپن    | ۲۵–۱۶ | ۲۳–۲۵ | ۲۵–۱۹ | ۲۵–۱۶ |       | ۹۸–۷۶   |       |

- میزبان:  Komazawa Gymnasium، توکیو، ژاپن

| تاریخ     | ساعت  |                     | امتیاز |                     | ست ۱  | ست ۲  | ست ۳  | ست ۴  | ست ۵  | مجموع   | گزارش |
| --------- | ----- | ------------------- | ------ | ------------------- | ----- | ----- | ----- | ----- | ----- | ------- | ----- |
| ۳۰ نوامبر | ۱۳:۳۰ | ایالات متحده آمریکا | ۳–۰    | آرژانتین            | ۲۵–۲۳ | ۲۵–۲۳ | ۳۸–۳۶ |       |       | ۸۸–۸۲   |       |
| ۳۰ نوامبر | ۱۶:۰۰ | کانادا              | ۳–۰    | تونس                | ۲۵–۱۸ | ۲۵–۱۷ | ۲۵–۲۰ |       |       | ۷۵–۵۵   |       |
| ۳۰ نوامبر | ۱۸:۳۵ | کرهٔ جنوبی           | ۳–۰    | چین                 | ۲۵–۲۲ | ۲۵–۱۷ | ۲۵–۱۹ |       |       | ۷۵–۵۸   |       |
| ۱ دسامبر  | ۱۳:۳۰ | آرژانتین            | ۳–۰    | تونس                | ۲۵–۱۰ | ۲۵–۲۳ | ۲۹–۲۷ |       |       | ۷۹–۶۰   |       |
| ۱ دسامبر  | ۱۶:۰۰ | کانادا              | ۳–۲    | چین                 | ۲۲–۲۵ | ۲۵–۲۳ | ۱۸–۲۵ | ۲۵–۲۳ | ۱۵–۱۳ | ۱۰۵–۱۰۹ |       |
| ۱ دسامبر  | ۱۸:۳۵ | کرهٔ جنوبی           | ۳–۱    | ایالات متحده آمریکا | ۱۹–۲۵ | ۲۵–۲۳ | ۲۵–۲۲ | ۲۵–۲۱ |       | ۹۴–۹۱   |       |
| ۲ دسامبر  | ۱۳:۳۰ | ایالات متحده آمریکا | ۳–۱    | کانادا              | ۲۵–۲۱ | ۲۰–۲۵ | ۲۶–۲۴ | ۲۵–۲۰ |       | ۹۶–۹۰   |       |
| ۲ دسامبر  | ۱۶:۰۰ | کرهٔ جنوبی           | ۳–۰    | تونس                | ۲۵–۱۵ | ۲۸–۲۶ | ۲۵–۱۹ |       |       | ۷۸–۶۰   |       |
| ۲ دسامبر  | ۱۸:۳۵ | آرژانتین            | ۳–۱    | چین                 | ۲۵–۲۲ | ۲۵–۲۰ | ۱۹–۲۵ | ۲۵–۲۳ |       | ۹۴–۹۰   |       |

## رده‌بندی نهایی
| رتبه | تیم                 |
| ---- | ------------------- |
| 1    | روسیه               |
| 2    | کوبا                |
| 3    | ایتالیا             |
| ۴    | ایالات متحده آمریکا |
| ۵    | برزیل               |
| ۶    | اسپانیا             |
| ۷    | کرهٔ جنوبی           |
| ۸    | کانادا              |
| ۹    | آرژانتین            |
| ۱۰   | ژاپن                |
| ۱۱   | چین                 |
| ۱۲   | تونس                |

|  | واجد شرایط برای المپیک تابستانی ۲۰۰۰ |

| قهرمان جام جهانی ۱۹۹۹  |
| ---------------------- |
| · روسیه · پنجمین عنوان |

| فهرست ۱۲ نفره |
| الکسی کازاکوف، روسلان اولیخور، استانیسلاو داینیکین، Konstantin Ushakov, وادیم خاموتسکیخ، رومان یاکوولیف، Aleksandr Gerasimov, ایگور شولپف، ایلیا ساولف، سرگئی تتیوخین، Valeri Goryushev, یوگنی میتکوف |
| سرمربی: |
| گنادی شیپولین |

## جوایز
| - باارزش‌ترین بازیکن رومان یاکوولیف - امتیاز آورترین بازیکن رافائل پاسکال - بهترین اسپک زننده رومان یاکوولیف - بهترین دفاع کننده میانی بن بین بنگ | - بهترین سرویس زننده اوسوالدو هرناندز - بهترین لیبرو لی هو - بهترین پاسور لویی بال - بهترین دریافت کننده لی هو |